# Сан-Себаштиан-душ-Карруш
Сан-Себаштиан-душ-Карруш (порт.  São Sebastião dos Carros) - фрегезия (район) в муниципалитете Мертола округа Бежа в Португалии. Территория – 71,76 км². Население – 300 жителей. Плотность населения – 4,2 чел/км².